# Монгонго
Монгонго (лат. Schinziophyton rautanenii) — большое распростёртое дерево, дикорастущее в засушливых районах Южной Африки и имеющее важное значение в экономике коренного населения пустыни Калахари; единственный вид рода Schinziophyton семейства Молочайные.

## Описание
Монгонго может достигать в высоту 15—20 м. Оно растёт на песчаных почвах, на лесистых холмах и между дюнами. Листья пальчаторассечённые, цветки собраны в свободные стройные соцветия, древесина лёгкая палевого цвета. Плоды яйцевидные бархатистые, содержат тонкий слой съедобной мякоти и одно крупное семя. Ядро семени чрезвычайно питательно и имеет название «орех монгонго». Растение распространено в Намибии, Ботсване, Замбии, Зимбабве, Малави и Мозамбике.

## Использование

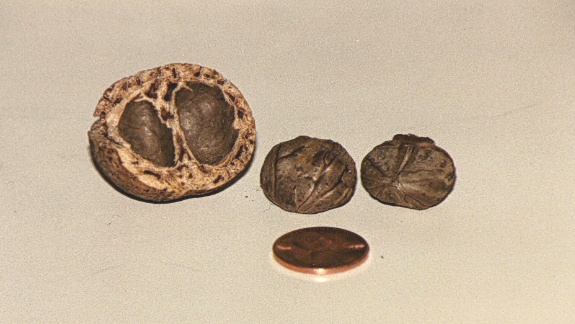
Орехи монгонго

Плоды и «орехи» Монгонго — довольно популярная пища в южноафриканском регионе. У некоторых бушменских племён Ботсваны и Намибии они являются главным продуктом питания. Для извлечения орехов плоды собираются, обрабатываются паром для смягчения кожицы, чистятся, варятся в воде до тех пор, пока тёмно-бордовая мякоть полностью не отделится от семени. Мякоть съедается сразу, а «орехи» сохраняются про запас, жарятся и употребляются позже. Альтернативным способом получения этих «орехов» является их извлечение из экскрементов слонов. Твёрдые семена Монгонго проходят неповреждёнными через пищеварительный тракт этих животных. Этот способ менее трудоёмок, поскольку слоны выполняют тяжёлую работу по сбору «орехов».